# Bürgermedaille der Stadt Frankfurt am Main
Die Bürgermedaille der Stadt Frankfurt am Main ist ein – auf Grund eines Beschlusses der Frankfurter Stadtverordnetenversammlung aus dem Jahre 2001 –  jährlich vergebener Ehrenpreis, der an jeweils bis zu fünf Bürger verliehen wird. Die Bürgermedaille wird auf Vorschlag Menschen als öffentliche Wertschätzung und Würdigung zuerkannt, die sich in ehrenamtlich ausgeübter Tätigkeit in Frankfurter Vereinen und Institutionen entweder seit vielen Jahren engagieren oder sich in herausragender Weise um das Gemeinwohl verdient gemacht haben.
Die Bürgermedaille besteht aus einer Metall-Legierung und hat einen Durchmesser von 11,5 cm. Auf der Vorderseite trägt sie die Aufschrift Bürgermedaille der Stadt Frankfurt am Main und den Namen der/des Ausgezeichneten, die Rückseite ziert das Frankfurter Stadtwappen, den Adler. Die Bürgermedaille wird mit einer entsprechenden Urkunde und einer Miniatur durch den Stadtverordnetenvorsteher im Limpurgsaal des Rathauses Römer in Frankfurt am Main verliehen.

## Preisträger
- 2002 – Erna Lang †, Gabriele Niessner †[1]
- 2003 – Bernhard Ochs, Hans-Joachim Schön-Angerer †, Joachim Safran
- 2004 – Dietmar Pontow[2], Dr. Helmut Bartel[3], Josef Häfner[3]
- 2005 – Edda Reyl, Helmut Sittler †[4], Ingrid Pajunk, Klaus-Dieter Kilp, Peter Völker[5]
- 2006 – Erika Frisch, Willi Maser
- 2007 – Hilde Ries, Ismail Demir Ersan, Karl Ludwig Kirschenlohr †[6], Udo Przgoda
- 2008 – Dagmar Constantin, Prof. Dr. Horst Naujoks[7], Dr. Uta-Maria Bodenstedt[8],
- 2009 – Gerhard Henrich[9], Helga Gärtig, Klaus-Peter Meister, Willi Wolf[10]
- 2010 – Markus Mannberger, Reinhard Müller, Waltraud Beck
- 2011 – Adalbert Vollert[11], Christa Giar[12], Hildegard Zackel † , Klaus Fischer, Liselotte Günzler
- 2012 – Artur Diethelm[13], Ernst-Dietrich Haberland[14], Hans Bonkas †[15], Harry Hoppe[16], Richard Müller[17], Roland Frischkorn[18]
- 2013 – Cornelia Badermann[19], Dagmar Bollin-Flade[20], Franz Steul[21], Norbert Müller[21]
- 2014 – Wilfried Bender[22]
- 2015 – Jörg Harraschain[23], Klaus Bieringer[24], Peter Benesch[25], Willi Becker[26], Wolfgang Lenz[27]
- 2016 – Gunter Renner[28], Jorinde Geßner[29], Maria Berk[30], Thomas Dresch[31]
- 2017 – Edith Kleber[32], Hubert Handrow[33], Karl Leo Schneeweis[34], Thomas Meder[35], Wilfried Volkmann[36], Wolfgang Ahlemann[37]
- 2018 – Gudrun Stein-Stürmer[38], Oliver Lang[39], Prof. Alexander Demuth[40], Ursula Schmidt[41], Walter Dörsam†[42]
- 2019 – Alix Puhl[43], Petra Römer[44]
- 2019/20 – Heinz Alexander[45], Otti Altmann, Hannelore Dörr[46], Alfons Gerling[47], Dr. Helga Krohn[48], Corinna Saric[49], Gerd Wilcken[50], Jürgen Lamprecht[51], Jürgen Maier[52], Anke Mansky[53]
- 2021/22 – Axel Heilmann, Dr. Rudolf H. Hartleib, Marina Demaria, Karl Oertl, Jolanta Ngozi Azubuike, Serdar Thenk Yildiz, Edgar Weick, Astrid Reuter, Harpreet Cholia, Oskar Mahler[54]
- 2023 – Hannes Kaulfersch, Gerhard Baron von Heyking, Jutta Shaikh, Renate Förster, Diether Heesemann[55]